# Ritz-Carlton Toronto
Das Gebäude des Ritz-Carlton in Toronto beherbergt ein Luxushotel der US-amerikanischen Hotelkette Ritz-Carlton und einen Wohnkomplex. Es befindet sich in der 181 Wellington Street West in der Nähe des Toronto entertainment district. Die Bauphase begann 2007 und die Fertigstellung des Gebäudes und wurde Ende 2010 fertiggestellt. Das Hotel wurde im Februar 2011 eröffnet.

## Ausstattung
Das Gebäude soll nach Fertigstellung über 52 Etagen verfügen und ein Hotel sowie Wohneinheiten umfassen. Es sollen über 267 Hotelzimmer und über 159 Wohneinheiten verfügen. Des Weiteren soll eine 2100 Quadratmeter große Wellness und Spa-Landschaft vorhanden sein.